# Restio triflorus
Restio triflorus är en gräsväxtart som beskrevs av Christen Friis Rottbøll. Restio triflorus ingår i släktet Restio och familjen Restionaceae. Inga underarter finns listade i Catalogue of Life.